# Livron-sur-Drôme
Livron-sur-Drôme är en kommun i departementet Drôme i regionen Auvergne-Rhône-Alpes i sydöstra Frankrike. Kommunen ligger i kantonen Loriol-sur-Drôme som tillhör arrondissementet Valence. År 2022 hade Livron-sur-Drôme 9 272 invånare.

## Befolkningsutveckling
Antalet invånare i kommunen Livron-sur-Drôme
Referens:INSEE